# Giacomo Antonio Perti
Giacomo Antonio Perti (6. června 1661 Bologna - 10. dubna 1756 tamtéž) byl italský hudební skladatel období pozdního baroka, působící především v Bologni.

## Život
Perti studoval u svého strýce Lorenza Pertiho a u Rocca Laurentiho, později také u Petronia Franceschiniho. Pobýval také v Benátkách, Římě a Parmě. V roce 1690 se stal nástupcem svého strýce na místě kapelníka v katedrále sv. Petra a v roce 1696 v bazilice sv. Petronia v Bologni. Zde kromě toho vedl dlouhou dobu orchestr Accademia Filarmonica.
K jeho žákům patří Giuseppe Torelli, Giovanni Battista Martini (Padre Martini) a Pirro Albergati.
Pertiho tvorba je velmi bohatá a rozmanitá. Komponoval jak hudbu sakrální - 28 mší, oratoria, pašije, kolem 120 žalmů a hymny, tak světskou - 142 kantáty, serenády, řadu oper, sonát a symfonií pro různé nástroje.

## Dílo

### Opery
- Marzio Coriolano, 1683
- Oreste in Argo, 1685
- L'Incoronazione di Dario, 1686
- La Flavia, 1686
- La Rosaura, 1689
- Dionisio Siracusano, 1689
- Brenno in Efeso, 1690
- L'Inganno Scoperto per Vendetta, 1691
- Il Pompeo, 1691
- Furio Camillo,, 1692
- Nerone fatto Cesare, 1693
- La Forza della Virtù, 1694
- Laodicea e Berenice, 1695
- Penelope la Casta, 1696
- Fau sta restituita all'Impero, 1697
- Apollo Geloso, 1698
- Lucio Vero, 1700
- Astianatte, 1701
- Dionisio Re di Portogallo, 1707
- Venceslao, Ossia il Fraticida Innocente, 1708
- Ginevra Principessa di Scozia, 1708
- Berenice Regina d'Egitto, 1709
- Demetrio, 1709
- Rodelinda Regina de' Longobardi, 1710
- Un Prologo per il Cortegiano, 1739

### Oratoria
- I due Gigli proporati nel Martirio di Santa Serafia e Santa Sabina, 1679
- Abramo, 1683
- Mosè, 1685
- Oratorio della Passione, 1685
- La Beata Imelde Lambertini, 1686
- La Morte del Giusto Overo il Transito di San Giuseppe, 1688
- Agar Scacciata, 1689
- La Passione di Cristo, 1694
- S. Galgano, 1694
- Cristo al Limbo, 1698
- Gesù al Sepolcro, 1703
- S. Giovanni, 1704
- La Sepoltura di Cristo, 1704
- S. Petronio, 1720
- La Passione di Cristo, 1721
- I Conforti di Maria Vergine, 1723
- L'Amor Divino, 1723

## Bibliographie
- Artikel "Giacomo Antonio Perti", in : The New Grove Dictionary of Music and Musicians, ed. Stanley Sadie. 20 vol. London, Macmillan Publishers Ltd., 1980. ISBN 1-56159-174-2
- Marcello De Angelis, Il teatro di Pratolino tra Scarlatti e Perti. Il carteggio di Giacomo Antonio Perti con il principe Ferdinando de' Medici (1705-1710), «Nuova Rivista musicale italiana», XXI, 1987, SS. 606-640.
- Mario Fabbri, Nuova luce sull’attività fiorentina di Giacomo Antonio Perti, Bartolomeo Cristofori e Giorgio F. Haendel: valore storico e critico di una “Memoria” di Francesco M. Mannucci, «Chigiana», XXI, 1964, SS. 143-190.
- Osvaldo Gambassi, L’Accademia Filarmonica di Bologna. Fondazione, statuti e aggregazioni, Firenze, Olschki, 1992 («Historiae musicae cultores», LXIII).
- Francesco Lora, Dall’“Andromeda” di Giacobbi alla “Nitteti” di Mysliveček: uno sguardo sui teatri d’opera (1610-1770), in L’idillio di Amadeus: musica, arte e società a Bologna attorno alla luminosa permanenza di Mozart nel 1770, a cura di Piero Mioli, Bologna, Forni, 2008, SS. 47-55.
- Francesco Lora, Giacomo Antonio Perti: il lascito di un perfezionista. Aspetti della personalità per una nuova ipotesi sull'entità numerica e qualitativa delle opere, in Un anno per tre filarmonici di rango. Perti, Martini e Mozart, a cura di Piero Mioli, Bologna, Pàtron, 2008, SS. 47-76.
- Francesco Lora, I mottetti di Giacomo Antonio Perti per Ferdinando de' Medici principe di Toscana. Ricognizione, cronologia e critica delle fonti, tesi di laurea, Università di Bologna, a.a. 2005/06 (comprende l'ed. critica delle musiche).
- Francesco Lora, Mottetti grossi di Perti per le chiese di Bologna: una struttura con replica conclusiva del primo coro, senza «Alleluia», «Rassegna storica crevalcorese», Nr 4, Dezember 2006, SS. 26-57.
- Francesco Lora, Il canto dell’Assunzione viene da Firenze, «Gli Amici della Musica», a. XV, n. 10, ottobre 2004, p. 4.
- Francesco Lora, Le voci sacre, «Gli Amici della Musica», a. XVII, Nr 9, September 2006, SS. 8-9.
- Ausilia Magaudda - Danilo Costantini, Aurora Sanseverino (1669-1726) e la sua attività di committente musicale nel Regno di Napoli. Con notizie inedite sulla napoletana congregazione dei Sette Dolori, in Giacomo Francesco Milano e il ruolo dell'aristocrazia nel patrocinio delle attività musicali nel secolo XVIII. Atti del Convegno Internazionale di Studi (Polistena - San Giorgio Morgeto, 12-14 ottobre 1999), a cura di Gaetano Pitarresi, Reggio Calabria, Laruffa, 2001, SS. 297-415.
- Juliane Riepe, Gli oratorii di Giacomo Antonio Perti: cronologia e ricognizione delle fonti, «Studi musicali», XXII, 1993, SS. 115-232.
- Anne Schnoebelen, Performance Practices at San Petronio in the Baroque, «Acta Musicologica», XLI, 1969, SS. 37-53.
- Giuseppe Vecchi, Giacomo Antonio Perti (1661-1756), Bologna, Accademia Filarmonica di Bologna|Accademia Filarmonica, 1961.
- Carlo Vitali, Preghiera, arte e business nei mottetti di Perti, «MI», a. XII, n. 4, Oktober/November 2002, SS. 29-30.
- Jean Berger, The Sacred Works of Giacomo Antonio Perti, «Journal of the American Musicological Society», XVII, 1964, SS. 370-377.
- Rodolfo Zitellini, Five-voice Motets for the Assumption of the Virgin Mary, Madison, A-R Editions, 2007 («Recent Researches in the Music of the Baroque Era», 147), ISBN 978-0-89579-613-4.
- Galliano Ciliberti, Giovanni Tribuzio (editoval), «E nostra guida sia la Stravaganza». Giuseppe Corsi da Celano musicista del Seicento, con contributi di Paolo Peretti e di Mafalda Baccaro, Bari, Florestano Edizioni, 2014, SS. 272 (online[nedostupný zdroj]).

## Partitura
- Sinfonia 'L'Inganno Scoperto per Vendetta', Bearbeiter: Keith Wright u. Mark Latham, Breitkopf & Härtel, Wiesbaden, 1999, 20 S. ISMN: M-004-48847-8